# Gara Montpellier-Saint-Roch
Gara Montpellier-Saint-Roch este principala stație feroviară din Montpellier, denumită după Sfântul Rochus, sfântul patron al orașului.